# Smilovice (powiat Mladá Boleslav)
Smilovice – gmina w Czechach, w powiecie Mladá Boleslav, w kraju środkowoczeskim. Według danych z dnia 1 stycznia 2013 liczyła 617 mieszkańców.